# Barry MacKenzie
John Barry MacKenzie (Toronto, 16 agosto 1941) è un ex hockeista su ghiaccio canadese.

## Palmarès

### Olimpiadi invernali
- 1 medaglia:
  - 1 bronzo (Grenoble 1968)